# Francisco Escobar del Rey
Francisco Escobar del Rey (Villaviciosa de Córdoba, 1923-Madrid, 16 de diciembre de 2015) fue un médico y cirujano español, precursor de la endocrinología moderna en España junto con la química Gabriella Morreale de Castro, con quien estuvo casado. Entre sus logros destacan la investigación del bocio endémico, promover el consumo de sal yodada, el estudio del hipotiroidismo congénito y la introducción en la sanidad pública de su cribado en recién nacidos.

## Trayectoria
Escobar del Rey nació en Villaviciosa de Córdoba, población de la que era hijo predilecto. En los años 50 se licenció en la Facultad de Medicina de la Universidad de Granada y presentó su tesis doctoral sobre la administración de sal yodada en la región de las Alpujarras, dirigida por el profesor Ortiz de Landazuri. Desde entonces, su carrera científica no puede desligarse de la de su mujer, la profesora Gabriella Morreale. Ambos trabajaron durante años en la Universidad de Leiden junto al profesor Andreas Querido. 
En 1958, regresaron a España y fundaron la Unidad de Estudios Tiroideos del Consejo Superior de Investigaciones Científicas. En 1974, se trasladaron a la Universidad Autónoma de Madrid y fueron cofundadores del Instituto de Investigaciones Biomédicas Sols-Morreale.
Participó en numerosos estudios sobre fisiología de la glándula tiroides y sobre el metabolismo de las hormonas tiroideas. Tanto él como Morreale realizaron importantes contribuciones en este ámbito, incluyendo la conversión de T4 a T3 en tejidos periféricos. Asimismo, destacaron por su demostración del papel de las hormonas tiroideas maternas en el desarrollo del cerebro del feto. Además, dirigieron estudios en zonas españolas donde se carecía de yodo y contribuyeron a introducir la sal yodada en España. También desarrollaron el primer programa nacional de cribado del hipotiroidismo congénito en recién nacidos.
Sus investigaciones relacionaron el déficit de yodo en mujeres embarazadas con importantes trastornos neuronales en niños, tales como el cretinismo, y su relación directa con el fracaso escolar, cocientes mentales inferiores a la media o la hiperactividad.